# جيمس إيكن
جيمس إيكن هو سياسي كندي، ولد في 22 يوليو 1888 في أبردين في المملكة المتحدة، وتوفي في 4 نوفمبر 1974.